# شرکت ساخت‌وساز راه‌آهن چین
شرکت ساخت‌وساز راه‌آهن چین (به چینی: 中国铁道建筑总公司) شرکت دولتی ساخت‌وساز چینی است، که در زمینه مهندسی، طراحی، نقشه‌برداری و ساخت املاک و مستغلات، زیرساخت‌های ترابری ریلی، بزرگ‌راه و زیرساخت‌های شهری فعالیت می‌کند.
شرکت ساخت‌وساز راه‌آهن چین در سال ۱۹۴۸ فعالیت خود را به‌عنوان بازوی ساخت‌وساز و ارائه خدمات لجستیک در ارتش آزادی‌بخش خلق آغاز نمود.
این شرکت در سال ۲۰۱۲ پس از شرکت مهندسی راه‌آهن چین در رتبه دوم از بزرگترین شرکت‌های ساخت‌وساز جهان قرار گرفت.
دفتر مرکزی شرکت ساخت‌وساز راه‌آهن چین در شهر پکن قرار دارد و بخشی از سهام آن در بازارهای بورس اوراق بهادار هنگ کنگ، بورس تایوان و بورس شانگهای معامله می‌شود. این شرکت از سال ۲۰۱۲ مالک ۱۵ درصد از سهام باشگاه فوتبال اینتر میلان می‌باشد.